# Campionati del mondo di ciclismo su strada 2019 - Staffetta a squadre mista
La staffetta a squadre mista dei Campionati del mondo di ciclismo su strada 2019, prima edizione della prova, si disputò il 22 settembre 2019 su un percorso di 27,6 km km con partenza ed arrivo a Harrogate, nel Regno Unito. La medaglia d'oro fu appannaggio del sestetto dei Paesi Bassi, il quale completò il percorso con il tempo di 52'49"; l'argento andò al sestetto della Germania e il bronzo a quello del Regno Unito.
All'arrivo di Harrogate 11 squadre su 11 alla partenza (10 nazionali più una selezione mista del World Cycling Centre) terminarono la corsa.

## Ordine d'arrivo
| Pos. | Corridori                                                                                                | Squadra              | Tempo   |
| ---- | --- | -------------------- | ------- |
| 1    | Lucinda Brand Koen Bouwman Jos van Emden Riejanne Markus Bauke Mollema Amy Pieters                       | Paesi Bassi          | 52'49"  |
| 2    | Lisa Brennauer Lisa Klein Mieke Kröger Tony Martin Nils Politt Jasha Sütterlin                           | Germania             | a 22"   |
| 3    | John Archibald Daniel Bigham Lauren Dolan Anna Henderson Joscelin Lowden Harry Tanfield                  | Gran Bretagna        | a 51"   |
| 4    | Edoardo Affini Elena Cecchini Tatiana Guderzo Elisa Longo Borghini Davide Martinelli Elia Viviani        | Italia               | a 53"   |
| 5    | Bruno Armirail Aude Biannic Jérôme Cousin Coralie Demay Séverine Eraud Romain Seigle                     | Francia              | a 1'23" |
| 6    | Elise Chabbey Robin Froidevaux Claudio Imhof Marlen Reusser Kathrin Stirnemann Joël Suter                | Svizzera             | a 1'27" |
| 7    | Urška Bravec Eugenia Bujak Urša Pintar Tadej Pogačar Jaka Primožič Jan Tratnik                           | Slovenia             | a 1'58" |
| 8    | Louise Norman Hansen Julius Johansen Julie Leth Christoffer Lisson Martin Toft Madsen Pernille Mathiesen | Danimarca            | a 2'04" |
| 9    | Jan Bakelants Sofie De Vuyst Valerie Demey Frederik Frison Senne Leysen Julie Van De Velde               | Belgio               | a 2'33" |
| 10   | Jonathan Castroviejo Mavi García Sheyla Gutiérrez Lluís Mas Sebastián Mora Lourdes Oyarbide              | Spagna               | a 2'43" |
| 11   | Teniel Campbell Dillon Corkery Ben Katerberg Petr Kelemen Anastasija Kolesava Fernanda Yapura            | World Cycling Centre | a 3'29" |